# Dryops cassius
Dryops cassius is een keversoort uit de familie ruighaarkevers (Dryopidae). De wetenschappelijke naam van de soort werd in 1948 gepubliceerd door Howard Everest Hinton.